# Conseil des examens de l'Afrique de l'Ouest
Le Conseil des examens de l'Afrique de l'Ouest (WAEC, de l'anglais West African Examinations Council), est une organisation à buts non lucratifs créée en 1951, pour coordonner les formations et délivrer des diplômes dans les pays anglophones de l'Afrique de l'Ouest (Ghana, Liberia, Nigéria, Sierra Leone, et Gambie). Il dispose également de fonds de dotation d'aide aux étudiants.